# Way...Way Out
Way…Way Out (no Brasil, Um Biruta em Órbita) é um filme estadunidense de 1966, dos gêneros comédia e ficção científica, dirigido por Gordon Douglas e protagonizado por Jerry Lewis.
Segundo o crítico Rubens Ewald Filho, esse é o filme mais fraco da carreira de Lewis.

## Sinopse
Em 1989, os EUA decidem enviar o primeiro casal à Lua e operar uma estação orbital americana. Chegando lá, eles se dão conta de que o casal soviético chegara antes.

## Elenco
- Jerry Lewis - Pete Mattemore
- Connie Stevens - Eileen Forbes
- Robert Monley - Harold Quonset
- Dennis Weaver - Hoffman
- Howard Morris - Schmidlap
- Brian Keith - Gen. "Howling Bull" Hallenby
- Dick Shawn - Igor Valkleinokov
- Anita Ekberg - Anna Soblova